# デリック (死刑執行人)
デリック（Derrick）は、イングランド王国（現イギリス）のロンドンで任官されていた死刑執行人である。
出身地、生年月日など出自については不明な点が多く、フルネームにはトーマス・デリック（Thomas Derrick）やゴドフリー・デリック（Godfrey Derrick）などの諸説がある。

## 来歴
1500年代後期から1610年まで死刑執行人を務め、3000人以上を処刑した。
強姦罪により死刑を宣告されるが、エセックス伯ロバート・デヴルーにより、死刑執行人となることを条件として免責された。皮肉にもロバート・デヴルーは自分が任命した死刑執行人のデリックによって処刑（斬首刑）されることとなった。
デリックは（現在の日本における執行のように）高いところから落として吊るのではなく、引っ張りあげて吊ることを考案した人物でもあり、一種のクレーンの名前の由来にもなった（後述）。
1610年に引退すると助手のグレゴリー・ブランドンが死刑執行人の職を受け継いだ。

## エポニム
広義のクレーンのうち巻上げ機械が本体とは別構造のものを指すデリックは、彼に由来する。「クレーン等安全規則」などでは、狭義のクレーンと区別する。

## 著名人の死刑執行
- 1601年2月25日に、ロンドン塔でエセックス伯ロバート・デヴルーの死刑を執行。
- 1606年1月31日に、ガイ・フォークス、トマス・ウィンター、アンブローズ・ルークウッド、ロバート・キーズの死刑を執行。